# Бурадув
Бурадув (пол. Buradów) — село в Польщі, у гміні Парчів Парчівського повіту Люблінського воєводства. Населення — 34 особи (2011).

## Історія
За даними етнографічної експедиції 1869—1870 років під керівництвом Павла Чубинського, у селі переважно проживали римо-католики, меншою мірою — греко-католики, які розмовляли українською мовою.
У 1975—1998 роках село належало до Білопідляського воєводства.

## Демографія
Демографічна структура станом на 31 березня 2011 року:
|          | Загалом | Допрацездатний вік | Працездатний вік | Постпрацездатний вік |
| -------- | ------- | ------------------ | ---------------- | -------------------- |
| Чоловіки | 19      | 5                  | 10               | 4                    |
| Жінки    | 15      | 2                  | 8                | 5                    |
| Разом    | 34      | 7                  | 18               | 9                    |